# امبرتون (باكينجهامشير)
امبرتون (بالإنجليزية: Emberton)‏ هي قرية و أبرشية مدنية تقع في المملكة المتحدة في إنجلترا.  يقدر عدد سكانها بـ 720 نسمة .

## أعلام
- دانيال ويلدون